# Siphogenerita
Siphogenerita es un género de foraminífero bentónico considerado un sinónimo posterior de Orthokarstenia de la subfamilia Tubulogenerininae, de la familia Siphogenerinoididae, de la superfamilia Buliminoidea, del suborden Buliminina y del orden Buliminida. Su especie tipo era Siphogenerinoides clarki. Su rango cronoestratigráfico abarcaba el Cretácico.

## Discusión
Clasificaciones previas incluían Siphogenerita en el suborden Rotaliina del orden Rotaliida.

## Clasificación
Siphogenerita incluye a la siguiente especie:
- Siphogenerita clarki